# Тоні Раяла
Тоні Раяла (фін. Toni Rajala; 29 березня 1991, м. Паркано, Фінляндія) — фінський хокеїст, правий крайній нападник, олімпійський чемпіон. Виступає за «Біль» у Національній лізі А.